# Armandas Kučys
 (UTC)
}}
Armandas Kučys (sinh ngày 27 tháng 2 năm 2003) là một cầu thủ bóng đá người Litva. Anh hiện đang thi đấu ở vị trí tiền đạo cho câu lạc bộ Oskarshamns AIK ở Thụy Điển, cho mượn từ U-19 Kalmar FF, và Đội tuyển bóng đá quốc gia Litva.

## Sự nghiệp thi đấu quốc tế
Anh ra mắt quốc tế cho Litva vào ngày 15 tháng 11 năm 2021 trong trận giao hữu gặp Kuwait.

## Đời tư
Cha của anh là Aurimas Kučys cũng là một cựu cầu thủ bóng đá.